# Nowowołyńsk
Nowowołyńsk (ukr. Нововолинськ) – miasto położone w zachodniej części Ukrainy, w rejonie włodzimierskim obwodu wołyńskiego. Leży przy drodze P15. Ośrodek wydobycia węgla kamiennego w Lwowsko-Wołyńskim Zagłębiu Węglowym. Zostało założone w 1951, prawa miejskie uzyskało w 1957 r.
Do 2020 w rejonie iwanickim.

## Historia
Obecne miasto powstało na obszarze czterech wsi: Niskienicze, Drohiniczki, Budziatycze i Rusowicze należących do rejonu iwanickiego. Pierwsze pisemne wzmianki o tych wsiach jako majątku rodowym wojewody kijowskiego Adama Kisiela pochodzą z XV wieku.
W przeszłości teren obecnego miasta należał do Rusi Kijowskiej, Rusi Halicko-Wołyńskiej, potem powiatu włodzimierskiego w składzie województwa wołyńskiego I Rzeczypospolitej, następnie guberni wołyńskiej Rosji i województwa wołyńskiego II Rzeczypospolitej. W 1939 włączony do Ukraińskiej SRR w składzie ZSRR.
W 1912 r. rosyjski badacz M.M. Tetjajew wysunął tezę o istnieniu pokładów węgla kamiennego na Wyżynie Wołyńsko-Podolskiej. W 1938 śląski koncern przemysłowy „Wspólnota interesów górniczo-hutniczych” otworzył we Lwowie oddział geologiczny pod kierownictwem Jana Samsonowicza. Do wybuchu wojny dokończono 8 z 11 wierceń. Dokumentacja poszukiwań zachowała się w instytucie geologicznym Uniwersytetu Lwowskiego. W 1940 r., po bezprawnym włączeniu wschodnich terenów Polski do ZSRR, utworzono przedsiębiorstwo poszukiwawcze „Lwiwwuglerozwidka”, ale prace poszukiwawcze przerwano w 1941.
Poszukiwania węgla ponowiło przedsiębiorstwo „Wołyńwuglerozwidka” w latach 1946–1947 w okolicach Włodzimierza Wołyńskiego, ale bez oczekiwanych rezultatów. W październiku 1948 przeprowadzono prace poszukiwawcze w okolicach wioski Bużanka (na północ od obecnego miasta) zakończone sukcesem. W tym miejscu powstała kopalnia nr 1, która 23 czerwca 1954 zaczęła eksploatację złoża.
W marcu 1950 powstał pierwszy drewniany budynek przeznaczony dla górników. 10 kwietnia 1951 powstałemu osiedlu górniczemu nadano nazwę Nowowołyńsk. W kwietniu 1957 nadano osadzie prawa miejskie (w składzie rejonu Iwanicze), a 25 września 1958 podniesiono miasto do rangi powiatu (bezpośrednie podporządkowanie obwodowi).
W 1989 r. Nowowołyńsk liczył 55 171 mieszkańców.

## Gospodarka
W mieście rozwinął się przemysł maszynowy, lekki, spożywczy.

## Miasta partnerskie
- Biłgoraj
- gmina Jaraczewo
- Rymanów